# Martin Lister

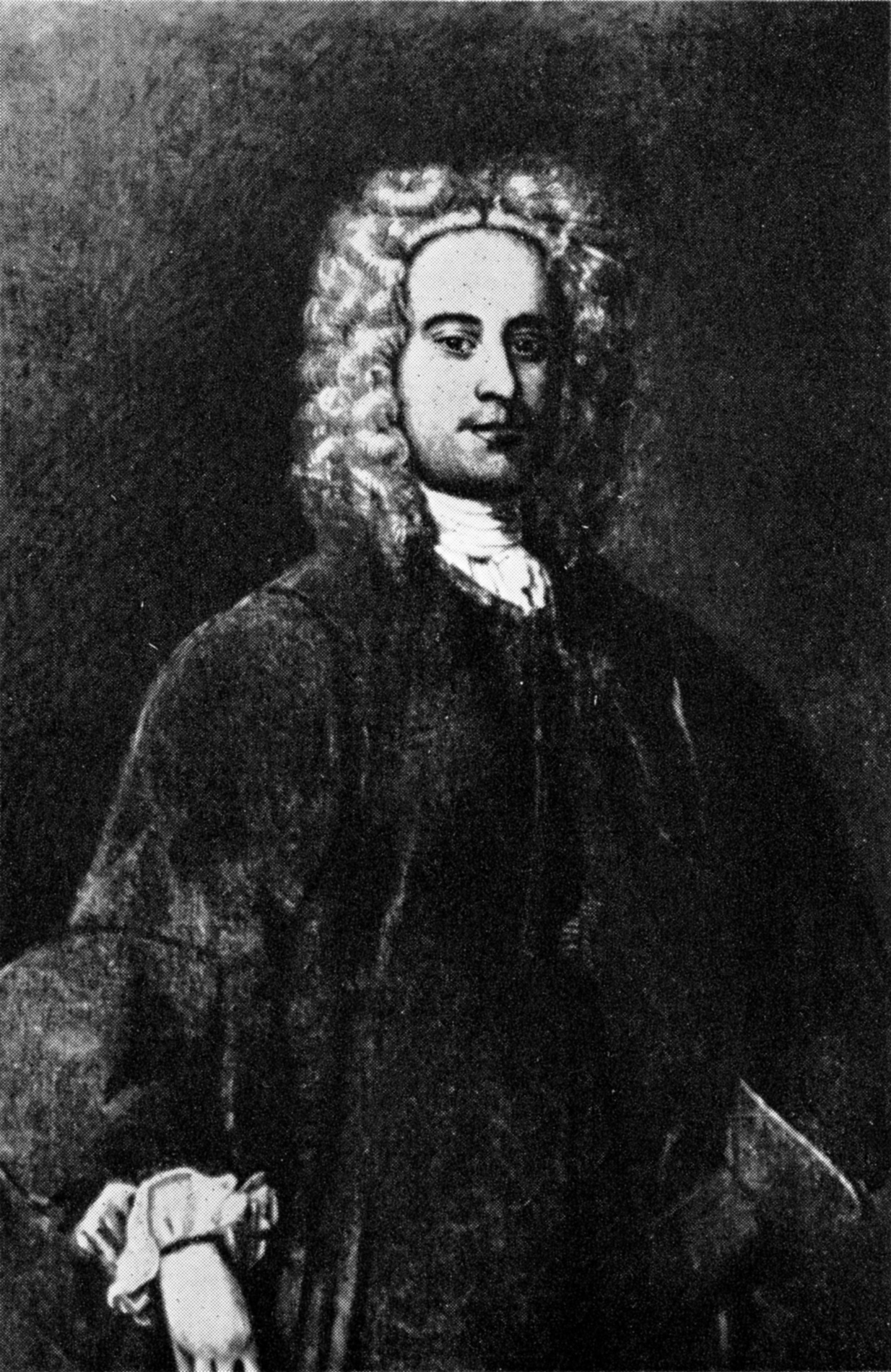
Martin Lister

Martin Lister (ur. w 1638 w Radclive, zm. 2 lutego 1712 w Epsom) – angielski lekarz i geolog, uważany za pierwszego arachnologa.

## Życiorys
W latach 1655–1662 studiował w St John’s College na Uniwersytecie Cambridge . Po studiach wykonywał praktykę lekarską w Yorku do 1683, gdy przeniósł się do Londynu. Uzupełniał studia na Uniwersytecie Oksfordzkim, który zakończył w 1684.
Oprócz badań medycznych prowadził także obserwacje geologiczne i biologiczne. Badał mięczaki współczesne i skamieniałości, jednakże pomimo dostrzeżonego podobieństwa między nimi uznał, że jest to przypadkowe podobieństwo i zaliczał skamieniałości do tworów nieorganicznych. Natomiast stwierdził, że skamieniałości poszczególnych horyzontów skalnych różnią się od wyższych i niższych, dając tym podstawę do zasady biosukcesji.

## Główne prace
- Historiae animalium Angliae tres tractatus (1678)
- Historiae Conchyliorum (1685)
- Conchyliorum Bivalvium (1696)